# 若瑟·波扎尼奇
若瑟·波扎尼奇（1949年3月20日—）是克羅地亞籍天主教司鐸級樞機及現任薩格勒布總教區總主教。

## 生平

### 早期生活
波扎尼奇於1949年3月20日在南斯拉夫克羅地亞第三大城市和主要的海港城市里耶卡出生。他進入帕津的小修道院學習，並在里耶卡和薩格勒布的學習神學，在那裡他獲得了神學碩士學位。他於1975年6月29日晉鐸。

### 晉鐸
他曾在堂區任司鐸三年，1979年至1985年期間進一步在羅馬深造。他在宗座額我略大學獲得神學教條學位和宗座拉特朗大學的教會法學位。當他回到南斯拉夫，他於1986年至1987年擔任校長和在1987年至1989年其間曾任克爾克教區副主教。他還於1988年至1997年在里耶卡的神學學院教授神學教條和教會法。

### 晉牧
他於1989年6月25日晉牧，並獲教宗若望·保祿二世任命為克爾克教區助理主教。同年升任克爾克教區主教。他於1997年7月5日接替榮休的Franjo Kuharić樞機，出任薩格勒布總教區總主教。他還在1997年至2007年之間任克羅地亞主教團主席，並且於2001年及2006年間擔任歐洲主教會議委員會副主席。

### 擢升樞機
若望·保祿二世於2003年10月21日將他冊封為司鐸級樞機，領克羅地亞的聖葉理諾堂區司鐸銜。他是聖座禮儀及聖事部、教育部、宗座平信徒理事會和世界主教會議歐洲總秘書處特別委員會的成員。
2011年1月5日，他獲任命為新成立宗座新福音推廣理事會的成員，並在同年12月29日被任命宗座大眾傳播理事會的成員。他曾參與2005年和2013年教宗選舉秘密會議，當時分別選出的是教宗本篤十六世和教宗方濟各。

## 牧徽

若瑟·波扎尼奇枢机牧徽